# アレハンドロ・セゴビア
アレハンドロ・ガブリエル・セゴビア（Alejandro Gabriel Segovia、1990年4月27日 - ）は、ベネズエラ・ヤラクイ州サン・フェリペ出身の元プロ野球選手（捕手、内野手）。右投右打。NPBでは育成選手であった。

## 経歴

### プロ入りとレイズ傘下時代
2008年に、タンパベイ・レイズとマイナー契約を結んだ。この年は、傘下ルーキーリーグのベネズエラン・サマーリーグ・レイズでプレーした
。48試合に出場し、打率270、本塁打4本、打点19を記録した。
2009年は、傘下ルーキーリーグのベネズエラン・サマーリーグ・レイズで開幕を迎えた。ここでは、50試合に出場し、打率349、本塁打7本、打点40を記録した。その後渡米し、傘下ルーキーリーグのガルフ・コーストリーグ・レイズで23試合に出場し、打率181、本塁打0本、打点9を記録した。
2010年は、傘下アドバンスルーキーリーグのプリンストン・レイズで開幕を迎えた。この年は、34試合に出場した。
2011年は、怪我のリハビリのため、傘下ルーキーリーグのガルフ・コーストリーグ・レイズで開幕を迎えた。ここでは、5試合に出場した。その後、傘下ショートシーズンAのハドソンバレー・ラネゲーズに昇格した。ここでは、18試合に出場した。
2012年は、傘下Aのボーリンググリーン・ホットロッズで開幕を迎えた。この年は、70試合に出場した。
2013年は、傘下アドバンスAのシャーロット・ストーン・クラブズで開幕を迎えた。この年は、109試合に出場した。
2014年は、傘下AAのモンゴメリー・ビスケッツで開幕を迎えた。この年は、88試合に出場した。

### 楽天時代
2014年12月26日に、東北楽天ゴールデンイーグルスと育成契約を結んだ。背番号は、「124」。東北楽天ゴールデンイーグルスでは、初の外国人助っ人捕手となった。
2015年は、イースタン・リーグ公式戦で56試合に出場し、打率.236、本塁打9本、26打点を記録した。その後、同年10月31日に球団から退団が発表された。

### 徳島時代
2016年7月28日に四国アイランドリーグplus・徳島インディゴソックスへの入団が発表された。徳島では内野手登録で後期の16試合に出場し、53打数15安打で打率.283、13打点1本塁打の成績であった。シーズン終了後、徳島を退団（自由契約）することが発表された。

### 米独立リーグ時代
2017年はアメリカ独立リーグのフロンティアリーグに加盟するエバンズビル・オッターズでプレー。73試合に出場し、打率.233、14本、45打点の成績を残した。

## 詳細情報

### 年度別打撃成績
- 一軍公式戦出場なし。

### 独立リーグでの打撃成績
| 年 度     | 球 団     | 打 率 | 試 合 | 打 席 | 打 数 | 得 点 | 安 打 | 二 塁 打 | 三 塁 打 | 本 塁 打 | 打 点 | 三 振 | 四 球 | 死 球 | 犠 打 | 犠 飛 | 盗 塁 | 長 打 率 | 出 塁 率 | 併 殺 打 | 失 策 |
| --------- | --------- | ----- | ----- | ----- | ----- | ----- | ----- | -------- | -------- | -------- | ----- | ----- | ----- | ----- | ----- | ----- | ----- | -------- | -------- | -------- | ----- |
| 2016      | 徳島      | .283  | 16    | 69    | 53    | 3     | 15    | 2        | 0        | 1        | 13    | 14    | 12    | 1     | 0     | 3     | 0     | .377     | .405     | 1        | 1     |
| 通算：1年 | 通算：1年 | .283  | 16    | 69    | 53    | 3     | 15    | 2        | 0        | 1        | 13    | 14    | 12    | 1     | 0     | 3     | 0     | .377     | .405     | 1        | 1     |

### 背番号
- 124 （2015年）
- 32 （2016年）